# Nimród Antal

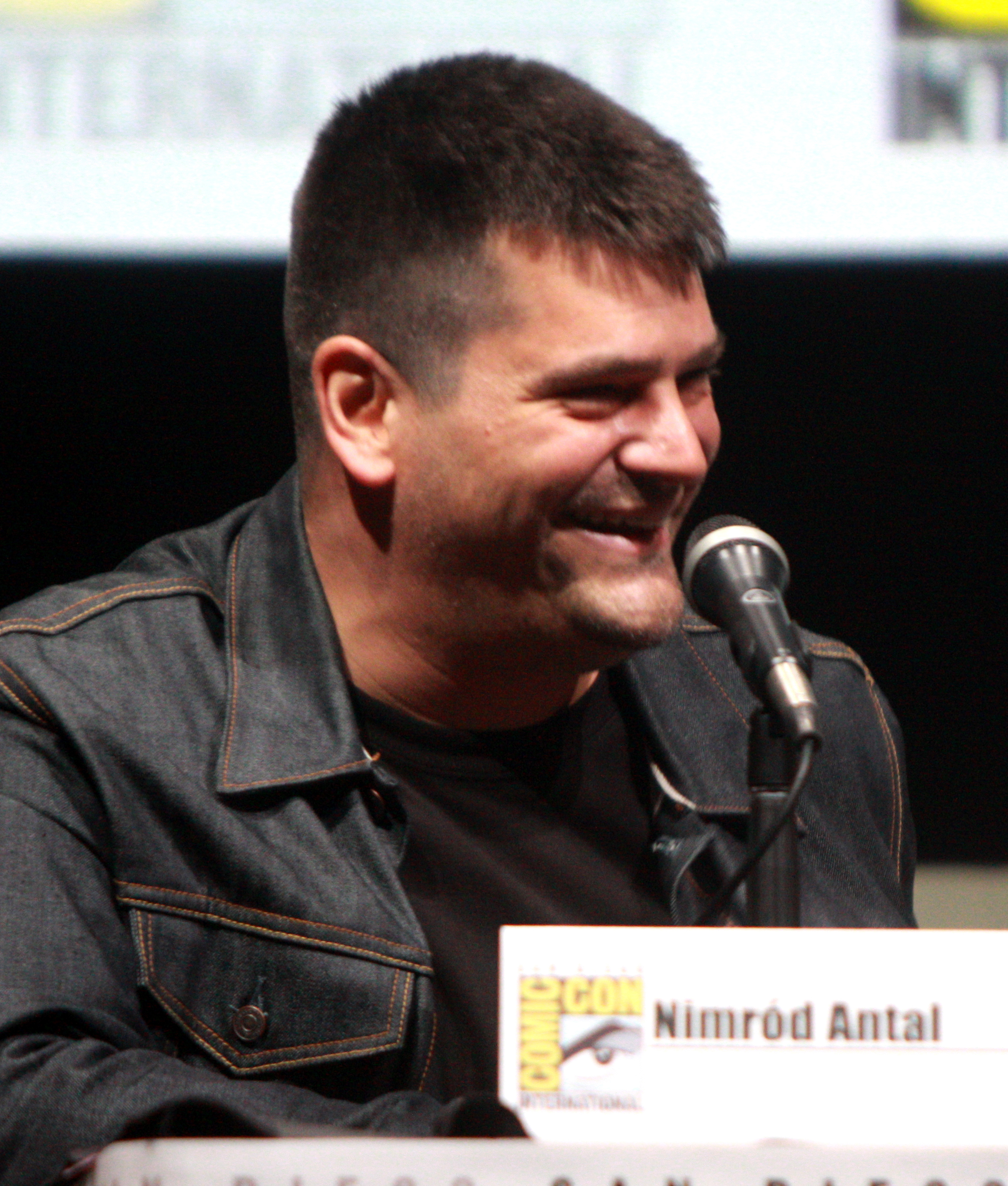
Nimród Antal bei der San Diego Comic-Con International 2013

Nimród E. Antal (* 30. November 1973 in Los Angeles, Kalifornien) ist ein ungarisch-amerikanischer Regisseur, Drehbuchautor und Schauspieler.

## Leben
Antal wuchs in Los Angeles als Kind ungarischer Eltern auf. 1991 zog er auf Empfehlung seines Vaters nach Ungarn, wo er an der Budapester Schauspiel- und Filmhochschule (Színház- és Filmművészeti Főiskola) studierte. Nach Ende seines Studiums war er bei Film- und Fernsehproduktionen tätig.
2003 entstand sein Spielfilmdebüt Kontroll. Der ausschließlich im U-Bahn-System der Stadt Budapest spielende Film entstand nach einem Drehbuch, das Antal gemeinsam mit Jim Adler geschrieben hatte. Der Film erhielt eine Vielzahl von Preisen, unter anderem den Prix de la Jeunesse 2004, den Nachwuchspreis des Filmfestivals in Cannes, den Goldenen Hugo beim Filmfestival Chicago, den Goldenen Schwan beim Filmfestival Kopenhagen, den Publikumspreis beim Internationalen Filmfestival Warschau und den FIPRESCI-Preis beim Filmfestival Cottbus.
2005 kehrte er nach Los Angeles zurück. Sein US-Debüt gab er 2007 in dem mit Kate Beckinsale und Luke Wilson besetzten Horrorthriller Motel. 2009 folgte der Action-Thriller Armored. 2010 betraute ihn Produzent Robert Rodriguez mit der Regie für den Science-Fiction-Film Predators mit Adrien Brody in der Hauptrolle. 2013 folgte seine Regiearbeit zum 3D-Konzertfilm Metallica Through the Never für die Band Metallica. Antal adaptierte außerdem die Autobiografie des Eishockeyspielers und späteren Bankräubers Attila Ambrus als Drehbuch und verfilmte das Werk 2017 unter dem Titel The Whiskey Bandit – Allein gegen das Gesetz mit Bence Szalay in der Hauptrolle des Ambrus. 2021 drehte Antal in Berlin und im Studio Babelsberg in Potsdam den Actionfilm Retribution mit Liam Neeson in der Hauptrolle.

## Filmografie
Regisseur
- 1994: Bohóclövészet (Kurzfilm)
- 1998: Biztosítás (Kurzfilm)
- 2003: Kontroll
- 2007: Motel (Vacancy)
- 2009: Armored
- 2010: Predators
- 2013: Metallica Through the Never (Konzertfilm)
- 2015: Wayward Pines (Fernsehserie, Episode 1x09)
- 2017: The Whiskey Bandit – Allein gegen das Gesetz (A Viszkis)
- 2019–2021: Servant (Fernsehserie, 5 Episoden)
- 2022: Stranger Things (Fernsehserie, 2 Episoden)
- 2023: Retribution

Drehbuchautor
- 2003: Kontroll
- 2013: Metallica Through the Never (Konzertfilm)
- 2017: The Whiskey Bandit – Allein gegen das Gesetz (A Viszkis)

Schauspieler
- 1993: Három játék (Fernsehfilm)
- 1999: Roarsch (Kurzfilm)
- 1999: Közel a szerelemhez
- 2000: Balra a nap nyugszik
- 2001: Öcsögök
- 2003: Posztkatona (Kurzfilm)
- 2010: Machete